# Admir Jamak
Admir Jamak (* 2. Oktober 1970) ist ein ehemaliger jugoslawischer Biathlet.
Admir Jamak erreichte den Höhepunkt seiner Karriere, als er bei den Olympischen Winterspielen 1992 in Albertville, bei der letzten Teilnahme Jugoslawiens, antrat. Nachdem er für das Einzel 84. und den Sprint 85. geworden war, kam er im Staffelrennen an der Seite von Mladen Grujić, Tomislav Lopatić und Zoran Ćosić als Schlussläufer zum Einsatz und wurde mit diesen 19.